# Осада Сиракуз (344—343 до н. э.)
Осада Сиракуз (344—343 годов до н. э.) — военные действия между войсками тиранов Дионисия Младшего, Гикета, Карфагена и греческих наёмников под предводительством Тимолеонта за обладание самым богатым и крупным городом Сицилии Сиракузами в 344—343 годах до н. э. Началась в ходе войны между тиранами Дионисием Младшим и Гикетом. Гикет изначально позиционировал себя борцом против тирании Дионисия Младшего и защитником народа Сиракуз, хотя в действительности стремился получить власть над городом. Сиракузские изгнанники при формальном содействии Гикета отправили послов с просьбой о помощи в Коринф. Коринфяне решили помочь и начали подготовку к походу, который возглавил стратег Тимолеонт.
Конфликт стал ещё более сложным, когда в него вмешался Карфаген, который стремился усилить свою власть на Сицилии. В какой-то момент город занимали одновременно войска Дионисия Младшего, Гикета, Тимолеонта и карфагенян. В 343 году до н. э. осада завершилась победой Тимолеонта, восстановившего в городе демократию. История осады описана в трудах Диодора Сицилийского и Плутарха.

## Предыстория
Сиракузы представляли собой крупный полис на восточном побережье Сицилии. По преданию он был основан коринфянами в 734 году до н. э. Сиракузы, хоть находились далеко от материковой Греции и были независимыми от метрополии, помнили о своих родственных связях. В 357 году до н. э. горожане изгнали тирана Дионисия Младшего. Последующая борьба за власть стала причиной многочисленных раздоров и смен правителей. Пришедший на смену Дионисию Дион был убит в 354 году до н. э. За короткий период времени с 354 по 346 год до н. э. в городе сменилось три тирана — Каллипп, Гиппарин и Нисей. Общей нестабильностью воспользовался Дионисий Младший, который снова стал тираном Сиракуз. Враги Дионисия избрали своим предводителем сиракузянина по происхождению, тирана расположенных рядом с городом Леонтин, Гикета.
Ситуацией решили воспользоваться карфагеняне, отправив большой флот к берегам Сицилии. Испуганные сицилийцы направили в Коринф посольство с просьбой о помощи. Гикет внешне поддержал инициативу граждан. Одновременно он начал тайные переговоры с Карфагеном. Гикет предполагал, что занятые внутригреческими проблемами граждане Коринфа откажут просителям. Когда сицилийцы в 345 году до н. э. прибыли в Грецию, коринфяне решили помочь и начали подготовку к походу. Стратегом был избран Тимолеонт.

## Осада

### События до прибытия Тимолеонта под стены Сиракуз
В то время, как коринфяне собирали армию и флот для войны с Дионисием, Гикет со своими солдатами подошёл к стенам Сиракуз. Армия Гикета укрепилась на Олимпиуме на южных подступах к городу. Когда осада затянулась и войско стало испытывать недостаток в провизии, Гикет был вынужден отступить к Леонтинам. Дионисий начал преследование. Гикет принял бой, в ходе которого погибло более трёх тысяч наёмников из армии Дионисия. Преследуя отступавших, солдаты Гикета ворвались в Сиракузы и заняли город. Под властью Дионисия остался лишь хорошо укреплённый остров Ортигия, который удерживали две тысячи наёмников.
Заняв большую часть Сиракуз, Гикет направил флот из двадцати карфагенских судов, чтобы не допустить высадки на Сицилии Тимолеонта. Два флота встретились в одном из городов, по различным источникам Метапонте или Регии, южной Италии. Послы Гикета настаивали, чтобы коринфские войска отплыли домой. Тимолеонт, если он того пожелает, мог один прибыть к Гикету, чтобы разделить «успех победы». В случае отказа флоту Тимолеонта пришлось бы принять бой при двукратном преимуществе сил противника. Оценив ситуацию, Тимолеонт предложил послам выслушать их требования на центральной площади города. Во время затянувшихся, что являлось частью плана, обсуждений греческие корабли отплывали в направлении Сицилии. В то время как послы Гикета, карфагеняне и магистраты города обсуждали ситуацию, городские ворота заняли сторонники Тимолеонта, которые никого не пускали внутрь. Солдатам на карфагенских судах, чьи командиры находились в городе, ничего не оставалось, кроме как наблюдать за покидающими гавань судами греков. Когда Тимолеонту сообщили о том, что в порту остался только его корабль, он смешался с толпой и незаметно покинул собрание. После того как карфагеняне осознали, что греческий флот ушёл, то пустились в погоню. Однако догнать корабли Тимолеонта они не смогли. Таким образом, греки смогли без боя с более сильным карфагенским флотом прибыть на Сицилию.
Тимолеонт высадился в области Тавромения, где ему оказал гостеприимство тиран Андромах. Он разрешил грекам использовать свой город в качестве военной базы. Положение Тимолеонта было весьма шатким. Гикет, узнав о высадке греков, призвал на помощь карфагенян. Сицилийские города также поначалу отнеслись к нему с недоверием. У них была свежа память об афинянине Каллиппе и спартанце Фараке, которые заявляли о стремлении добиться независимости сицилийских полисов, но на деле проявили себя ещё большим, по сравнению с тиранами, злом для сицилийцев. Лишь жители города Адранон у юго-восточного подножья Этны разошлись во мнениях. Одни призвали на помощь Гикета, другие — Тимолеонта. Обе армии выступили в направлении Адранона. В отличие от Тимолеонта, Гикет был вынужден разделить свои войска, так как продолжал осаду Ортигии с находящимся там Дионисием. Тимолеонту удалось незаметно подойти к лагерю Гикета и напасть на не ожидавших увидеть врага солдат. Потери Гикета составили около 300 убитыми. Шестьсот солдат было взято в плен. Победа имела большой моральный эффект. Жители Адранона открыли ворота города и присоединились к коринфянам. На сторону Тимолеонта вскоре стали тиран Катании Мамерк, полисы Тиндарида, Моргантина и другие.

### Сиракузы во власти трёх противоборствующих сил. Капитуляция Дионисия Младшего
После победы при Адраноне Тимолеонт без промедления повёл свои войска на Сиракузы. Он достиг города до того, как к нему подошли остатки разбитой армии Гикета. В Сиракузах сложилась парадоксальная ситуация, когда город одновременно занимали три армии. Дионисий Младший находился на Ортигии, власть Гикета распространялась на Акрадину и Неаполь, а Тимолеонта на остальную часть Сиракуз. Первым сдался Дионисий. Он предложил Тимолеонту сдать крепость. На Ортигию были направлены коринфяне Эвклид и Телемах с четырьмястами солдатами. Операцию провели не за один раз и в тайне, так как в порту стоял вражеский флот. В крепости Дионисия на момент её занятия Тимолеонтом хранились большие запасы еды, военного снаряжения, различных метательных машин и снарядов. Две тысячи служивших Дионисию солдат пополнили армию Тимолеонта. Сам сиракузский тиран после встречи с Тимолеонтом был отправлен в Коринф, где и провёл остаток жизни. После сдачи Дионисия Тимолеонт отправился к Мессине, которая находилась под контролем карфагенян, оставив в Сиракузах часть войск для защиты.

### Победа Тимолеонта
После капитуляции Дионисия в различных частях Сиракуз располагались войска Гикета и Тимолеонта. Гикет больше не скрывал, что ведёт войну не за освобождение граждан от тирании, а для получения единоличной власти в Сиракузах. После провала осады Ортигии и неудачной попытки физически устранить Тимолеонта с помощью наёмных убийц, Гикет обратился к карфагенянам. Ему на помощь пришёл флот из 150 трирем под командованием Магона. В Сиракузах высадились, согласно Плутарху, 60 тысяч солдат. Гавань города контролировал флот Карфагена. Коринфяне оказались в опасном положении. Противник караулил гавань и препятствовал подвозу продовольствия. В какой-то момент Гикет с Магоном решили захватить Катанию, правитель которой Мамерк перешёл на сторону Тимолеонта. Отобрав лучших воинов, они выступили из Сиракуз, что заметили коринфяне. Военачальник осаждённых в Ортигии солдат Неон отметил отсутствие должной дисциплины в стане противника. Когда Гикет с Магоном направлялись к Катании коринфяне совершили неожиданную для врага вылазку. Им удалось овладеть наиболее защищённой частью Сиракуз — Акрадиной. В этой части города хранились большие запасы хлеба и казна. Когда об этом узнали Магон и Гикет, то повернули армию обратно, не только не достигнув цели похода, но и потеряв то, что имели.
Тимолеонт взял Мессину, получил пополнение и направился к Сиракузам. Карфагенский военачальник Магон решил увести своих солдат в Африку. Причины такого поступка до конца не ясны. Плутарх объясняет его малодушием Магона, боязнью того, что солдаты Гикета в решающий момент перейдут на сторону своих соплеменников и ударят в спину карфагенянам. Немецкий антиковед Гельмут Берве связывает отплытие карфагенян из Сиракуз с разногласиями между Магоном и Гикетом, смутой, вызванной мятежом Ганнона, в самом Карфагене. Вскоре под стены Сиракуз подошёл Тимолеонт. Согласно Плутарху, коринфский стратег разделил свои силы на три части. Сам он атаковал с юга со стороны реки Анапо. Коринфянин Исий повёл наступление из прибрежного района Акрадины. Прибывшие с подкреплением из Коринфа Динарх и Демарет атаковали со стороны Эпипол. Армия Гикета была разбита. Берве считал, что Гикет отказался от вооружённого сопротивления Тимолеонту из-за явного превосходства последнего в силах. Он отказался от союза с карфагенянами и претензий на власть в Сиракузах. Затем со своими войсками Гикет вернулся в Леонтины, где его власти ничего не угрожало.
После победы Тимолеонт распорядился построить храм богине случайности, удачи и судьбы Тюхе.

## Последствия
Тимолеонт установил в городе демократию и провёл ряд реформ, что позволило вернуть Сиракузам былые славу и могущество. Сиракузы стали главным городом во власти Тимолеонта. Через несколько лет коринфский стратег смог нанести карфагенянам сокрушительное поражение в битве при Кримиссе, что остановило их экспансию на Сицилии. Также им были свергнуты большинство сицилийских тиранов.